# 沼田神社 (沼田町)
沼田神社（ぬまたじんじゃ）は、北海道雨竜郡沼田町に所在する神社。旧社格は郷社。
祭神は天照皇大神。

## 歴史
1894年（明治27年）、沼田喜三郎らが開拓入地に際し、故郷から持参してきた伊勢神宮の分霊を草葺き小屋に祀る。
1895年（明治28年）、開墾委託株式会社が所在する本願寺（後の北竜第一）に小社が建てられ、開拓守護の神社として位置づけられる。
1903年（明治36年）、開墾会社事務所が高台（後の旭町）に移転するのに伴い、新社殿を建立して東竜神社となる。
1908年（明治41年）、沼田市街地（後の南1条1丁目5）に移転する。
1932年（昭和7年）、沼田神社の創立許可が下りる。
1933年（昭和8年）、帝国在郷軍人会沼田村分会が主体となり、忠魂碑を建立する。
1934年（昭和9年）、現在地（後の北1条5丁目1）に遷座する。また同年、高台神社を合祀。
1937年（昭和12年）、拝殿を建立。
1940年（昭和15年）、村社に列格。
1944年（昭和19年）11月、郷社に昇格。
1947年（昭和22年）、藤沢神社と達布神社を合祀。
1964年（昭和39年）、鎮座70周年記念式を挙行。
1966年（昭和41年）、神楽殿が造営される。
1979年（昭和54年）5月に忠魂碑の修復工事が着工し、7月10日に竣工する。

## 境内社
1968年（昭和43年）、北海道開基100年と明治100年を契機とし、沼田町開拓の祖である沼田喜三郎の業績を讃えて、沼田神社境内に沼田町開拓社が創設された。
1969年（昭和44年）に炭鉱閉山のため廃社となった太刀別神社を移転し、「沼田喜三郎翁命」を祭神として祀っている。

## ギャラリー

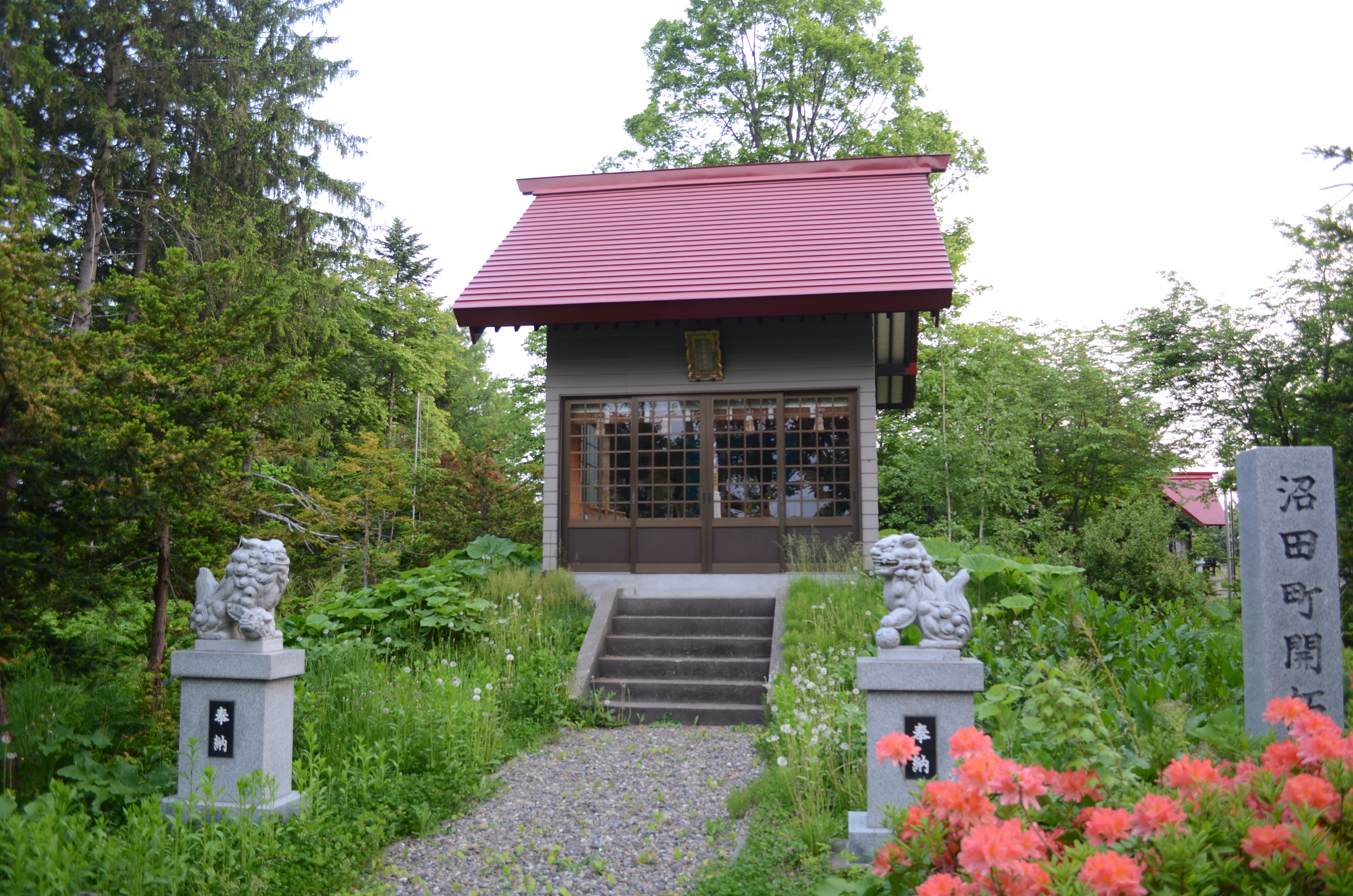
沼田町開拓社
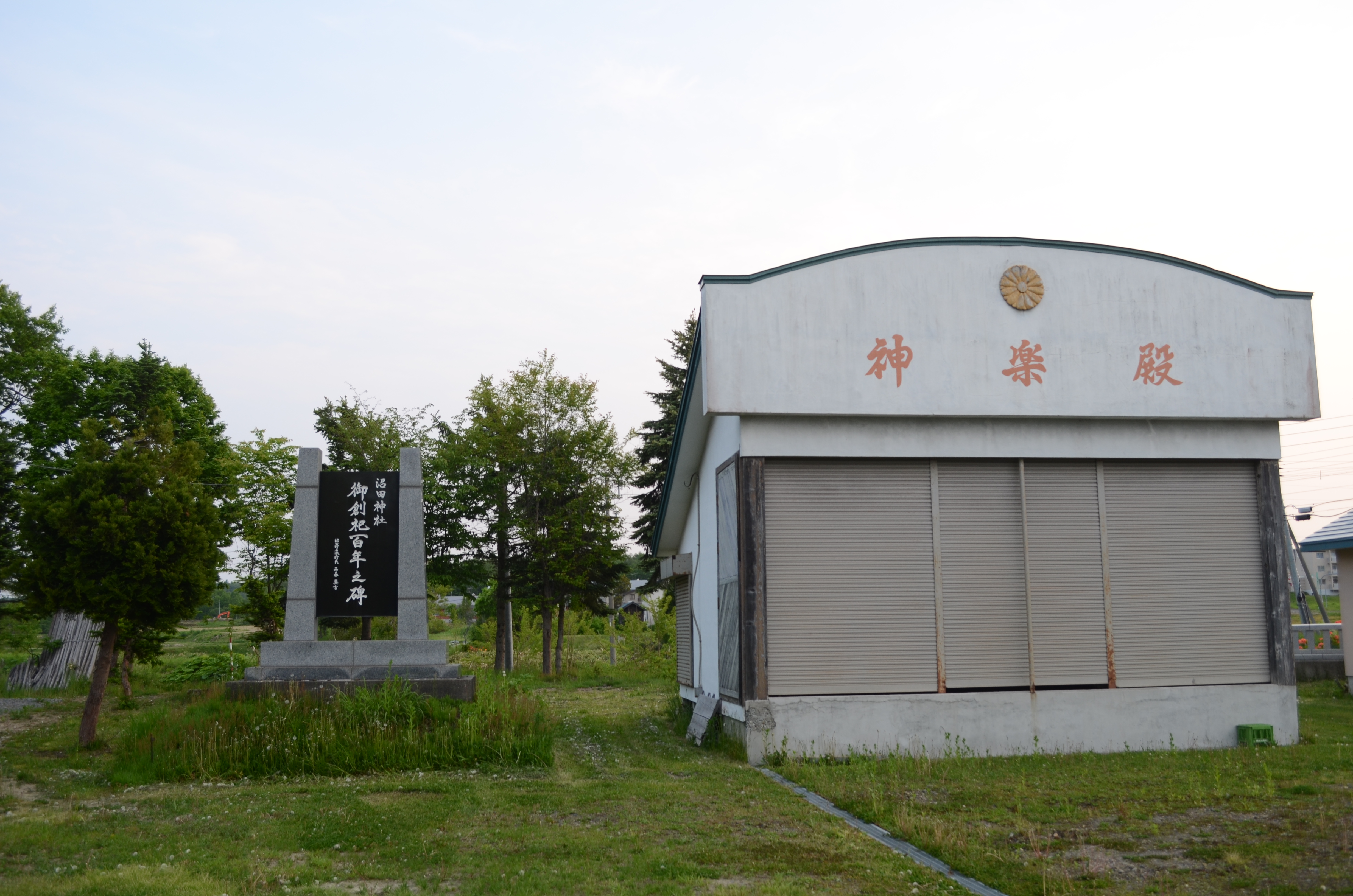
御創祀百年之碑と神楽殿
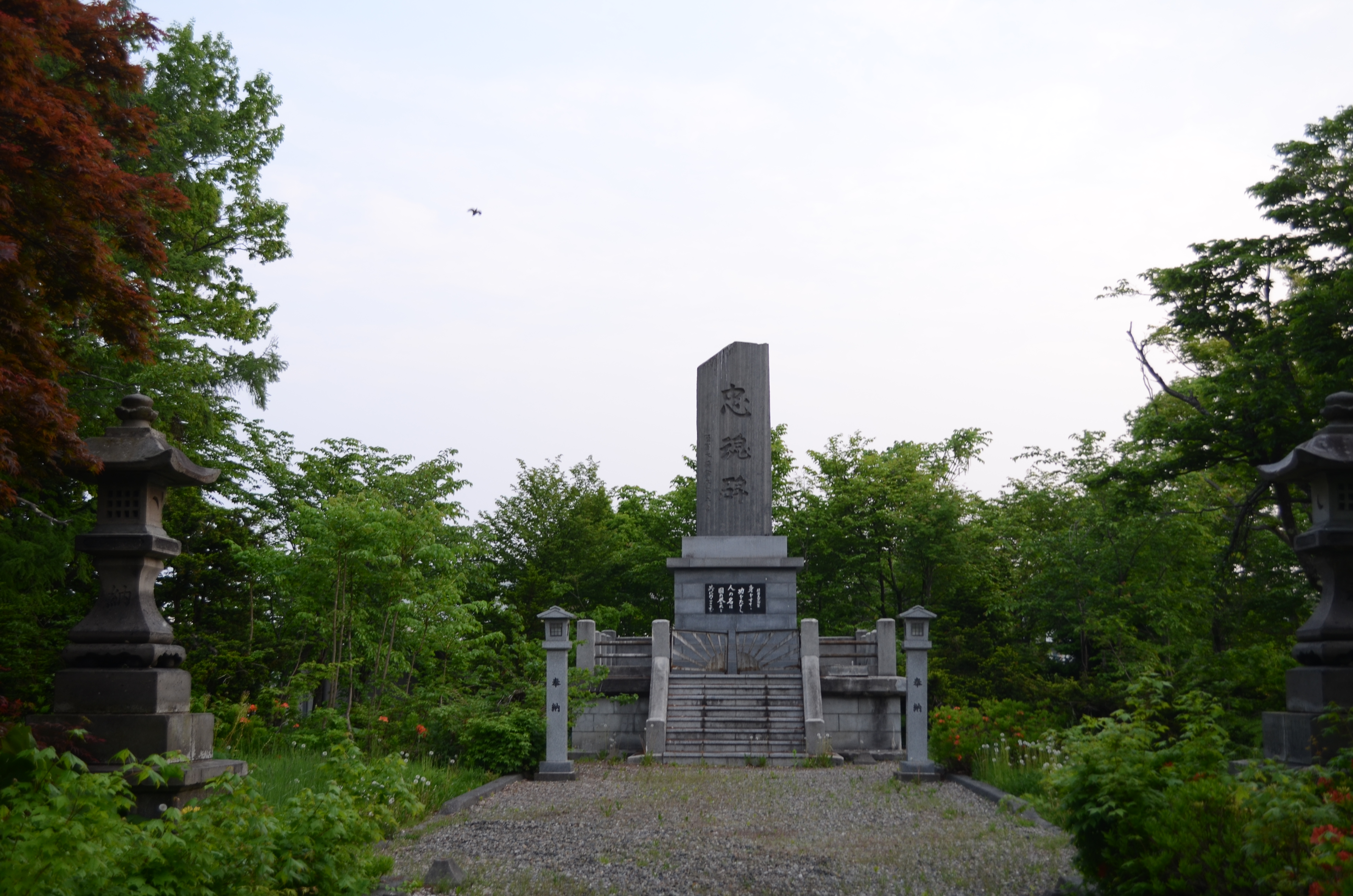
忠魂碑
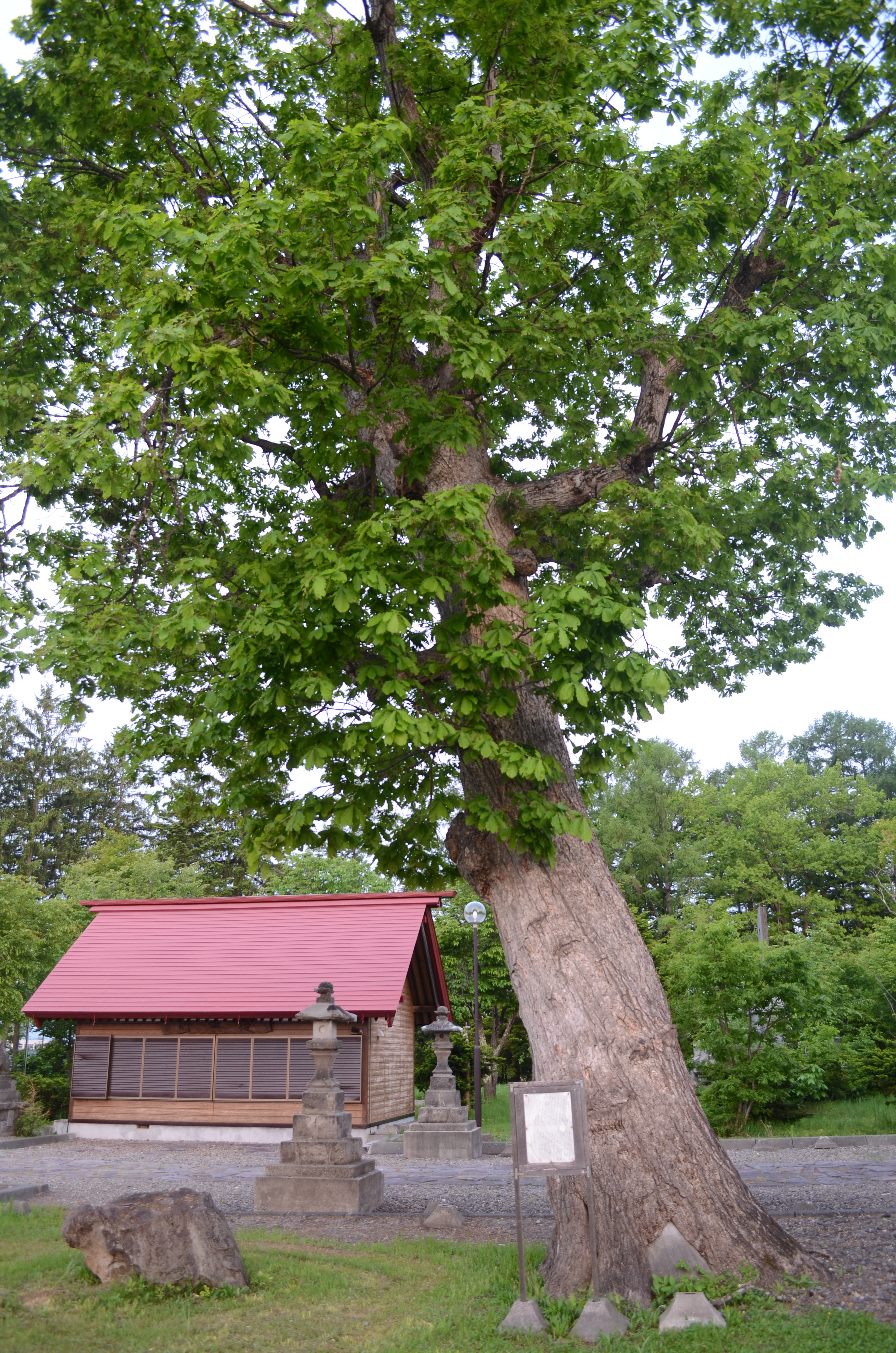
御神木「ナラの木」